# Hyperolius picturatus
Espèce
Synonymes
- Hyperolius festivus Barbour & Loveridge, 1927

Statut de conservation UICN

 LC  : Préoccupation mineure
Hyperolius picturatus est une espèce d'amphibiens de la famille des Hyperoliidae.

## Répartition
Cette espèce se rencontre, :
- dans le sud de la Côte d'Ivoire ;
- dans le sud-ouest du Ghana ;
- dans le sud-est de la Guinée ;
- au Liberia ;
- dans l'est de la Sierra Leone.

Sa présence est incertaine au Togo.

## Publication originale
- Peters, 1875 : Über die von Herrn Professor Dr. R. Buchholz in Westafrika gesammelten Amphibien. Monatsberichte der Königlich preussischen Akademie der Wissenschaften zu Berlin, vol. 1875, p. 196-212 (texte intégral).